# سليمان بن قتلمش
سُليمان بن قُتلُمُش أسس سلالة سلجوقية مستقلة في الأناضول فيما عرف سلاجقة الروم وحكم في الفترة الممتدة ما بين 1077 إلى 1086. كان سليمان ابن قتلمش والذي كان قد خاض حروب ضد ابن عمه ألب أرسلان على عرش سلطنة دولة السلاجقة العظام. وبعد أن توفي قتلمش فر سليمان مع أخوته الثلاث إلى جبال طوروس. وهناك لجؤوا مع بعض القبائل التركمانية ليعيشوا على طول حدود الإمبراطورية. قام ألب أرسلان بإرسال حملات ضدهم. مما إلى أدى إلى موت جميع أشقائه ولينجو فقط سليمان من جراء هذه الحملات، مما عزز من قيادته لتلك القبائل التركمانية.
سعى الإمبراطور ميشيل السابع إلى تقديم الدعم لسليمان ضد نقفور الثالث بوتانياتيس والذي خاض تمرد ضد الإمبراطور على العرش. قام سليمان باعتراض حامية صغيرة لنقفور ما بين نيقية وكوتاهيا، عندئذ قام نقفور بعرض إغراءات أكثر لسليمان لمحالفته في التمرد على الإمبراطور ونجح بذلك وسمح للتركمان بالإقامة على الجانب الآسيوي من البوسفور. وأعطى سليمان دعمه لنيسفوروس ميسسيلينيوس بعد ذلك والذي فتح أبواب نيقية إلى التركمان مما سمح لسليمان بتأسيس قاعدة دائمة له. لتصبح كل بيثينيا فيما بعد تحت سيطرة السلاجقة.
في عام 1084 غادر سليمان نيقية تاركاً نسيبه أبو القاسم حاكماً عليها.

## التوسع نحو الجنوب
اعتلى ألكسيوس كومنين عرش الإمبراطوريَّة البيزنطيَّة في سنة 474هـ المُوافقة لِسنة 1081م مُؤسسًا سُلالةً جديدةً في التاريخ البيزنطي. وقد حاول بدايةً أن يطرد المُسلمين من بعض المواقع التي سيطروا عليها وأن يكبح جماح السلاجقة، ذلك أنَّ سُليمان راح يشن الغارات من عاصمته نيقية ويُحاول التوسُّع في إقليم بيثينيا، بل إنَّ بعض قبائل التُرك حاولت اجتياز بحر مرمرة إلى الشاطئ الأوروپي، غير أنَّ ألكسيوس استطاع أن يطردهم من بعض المواقع التي سيطروا عليها على الضفَّة الشرقيَّة لِلبحر المذكور، لكنَّهُ لم يلبث أن اضطرَّ إلى مُهادنتهم لِيتفرَّغ إلى مُحاربة النورمان الزاحفين عبر البلقان،  فاعترف بِسيطرة السلاجقة على مجموعةٍ من البلاد التي افتتحوها، وتنازل عن أُخرى أيضًا لقاء أن يُعينه سُليمان في حربه ضدَّ النورمان، فيُقدِّم إليه سبعة آلاف مُقاتل. واضطرَّ الإمبراطور لاحقًا أن يتفاهم مع سُليمان مُجددًا لمَّا تبيَّن لهُ أنَّ استرداد البلاد التي افتتحها المُسلمون صعبٌ لِلغاية بعد أن انتشرت فيها قبائل التُرك انتشارًا كبيرًا، فأذن لِسُليمان أن يتولَّى بِالنيابة عن بيزنطة إدارة قيليقية وأنطاكية وملطية على أن يضبط أتباعه، وبِذلك أضحى سُليمان يُسيطر على أهم طريقين يجتازان آسيا الصُغرى من الشرق إلى الغرب، وجاور أملاك السُلطان ملكشاه في الشَّام والجزيرة الفُراتيَّة. ولم يلبث سُليمان أن تطلَّع -بعد أن حلَّ مُشكلات السلطنة مع الإمبراطوريَّة البيزنطيَّة- إلى التمدُّد نحو الجنوب إذ لم يستطع السُكُوت على ازدياد نُفُوذ الإمارة الأرمنيَّة التي أسَّسها أحد القادة السابقين في الجيش البيزنطي وترجُمان الإمبراطور المدعو الفَلَادرُوس بركاميوس (بالأرمنية: Փիլարտոս Վարաժնունի) في قيليقية وشماليّ الشَّام، وبخاصَّةً أنها اعترضت طريق توسُّع سلاجقة الروم نحو الشَّام، وهو الهدف الذي وضعهُ سُليمان نصب عينيه. ويُذكر أنَّ الفَلَادرُوس شاب اعترافه بِحُكم ألكسيوس كومنين بعض الحذر ممَّا دفعهُ إلى أن يبذل الولاء لِأُمراء حلب المُسلمين ولِلسُلطان ملكشاه، حتَّى يُؤمِّن على سلامة مُمتلكاته، ويُؤكِّد ابن الأثير أنَّ هذا الأمير الأرمني اجتمع بِالسُلطان ملكشاه وأسلم على يديه، وأنَّ هذا الأخير أمَّره على الرُّها فلم يزل بها حتَّى مات. ويذكر ميخائيل السُرياني أنَّ الفَلَادرُوس كان مُستعدًا -إذا دعا الأمر- لِاعتناق الإسلام في سبيل خدمة مصالحه الخاصَّة.

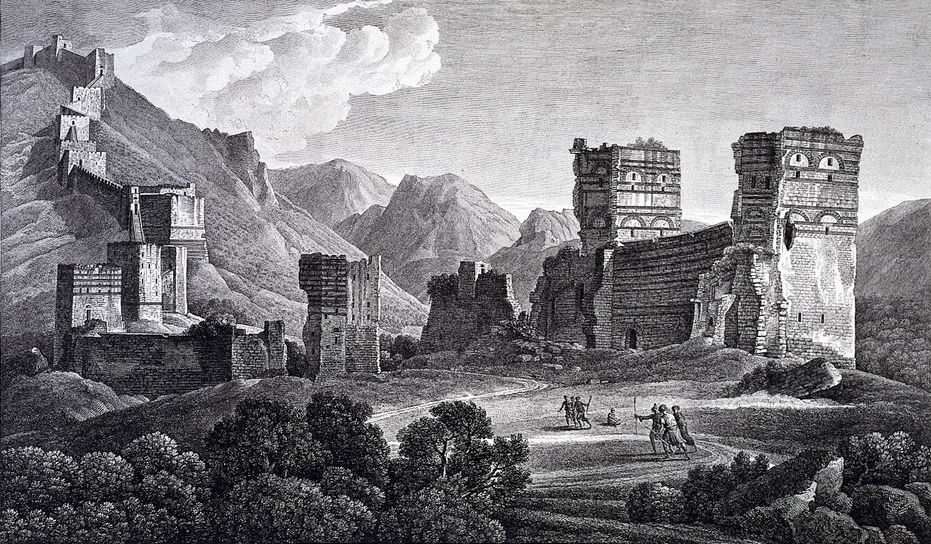
أطلال الأسوار العُظمى لِأنطاكية، كما شاهدها الرسَّام الفرنسي لويس فرانسوا كاساس في سنة 1798م.

ومهما يكن من أمر فقد أزعج تقارب الفَلَادرُوس وملكشاه سُليمانَ، وعدَّهُ مُوجهًا ضدَّه، كما أنَّهُ يحد من أطماعه، لِذلك قرَّر القضاء على تلك الدولة الناشئة. وحدث أن غادر الفَلَادرُوس أنطاكية في سنة 477هـ المُوافقة لِسنة 1084م على أثر انتفاضةٍ شعبيَّةٍ ضدَّ حُكمه كونه أساء السيرة، وترك فيها حاميةً عسكريَّة. وانتهز أعداء الفَلَادرُوس وبِخاصَّةٍ ابنه -الذي كان قد سُجن بِأمر أبيه- فُرصة خُرُوجه منها، واتفقوا على تسليم البلد إلى سُليمان، وكاتبوه يستدعونه، فركب في ثلاثمائة فارس وكثيرٍ من الرجالة،  وسار عبر قيليقية وضمَّ في طريقه عدَّة مُدن من بلاد الثغُور الشاميَّة مثل أضنة والمصيصة وعين زربة؛ وماإن وصل أمام أسوار أنطاكية حتَّى ضرب مُعسكره، ثُمَّ نصب السلالم عليها وصعد إلى السور حيثُ اجتمع بِالحامية ورتَّب أمر دُخُول الجيش. وفعلًا دخل الجُنُود السلاجقة إلى المدينة بعد أن فُتحت لهم الأبواب في شهر شعبان سنة 477هـ المُوافق فيه شهر كانون الأوَّل (ديسمبر) 1084م، لكنَّهم جُوبهوا بِمُقاومةٍ من بعض السُكَّان، فقاتلهم سُليمان وأخضعهم، وتسلَّم قلعة البلد، ثُمَّ نادى بِالأمان وحرَّم على جُنُوده التعرُّض لِأحدٍ من السُكَّان في أنفُسهم وأموالهم، كما منعهم من مصاهرتهم، فاطمأنَّ لهُ الأهالي، وأحسن هو لهم وشاع عدله فيهم، وبِالأخص بين النصارى، فأحبوه وعمرت أنطاكية. ولم يلبث سُليمان أن كتب إلى السُلطان ملكشاه يُعلمه بِمُلكه المدينة، وبأنَّهُ سامعٌ مُطيعٌ لِأوامره لايرغب بِالخُرُوج عليه، فأظهر ملكشاه البشارة بِذلك، وأقرَّ سُليمان على مُلك البلاد التي ضمَّها لِسلطنته.

## النزاع على بلاد الشام
كانت هناك أحداث صعبة تمرُّ بها بلاد الشام في زمنه؛ حيث كانت تُمَزِّقها صراعات سياسية خطيرة، خاصَّة منطقة حلب حيث كان يتنازع السيطرة عليها ثلاث قوى رئيسية: القوة الأولى فهي قوَّة مسلم بن قرواش العقيلي صاحب الموصل وحلب. وأمَّا القوَّة الثانية فهي قوَّة تتش بن ألب أرسلان أمير دمشق، وهو أخو السلطان «ملكشاه» الذي يعمل معه آق سنقر، ولكنه كان فاسدًا وكذلك صار أولاده من بعده؛ وهم: رضوان ودقاق. وأمَّا القوَّة الثالثة فهي قوَّة سليمان بن قتلمش مؤسِّس إمارة سلاجقة الروم ووالد قلج أرسلان الأول.
بعد توطيد مركزه في أنطاكية أخذ سُليمان يعمل على التمدُّد باتجاه المناطق التابعة لِإمارة حلب العُقيليَّة، تمهيدًا لِلاستيلاء على حلب نفسها. وقد انضمَّ إليه وهو في أنطاكية عددٌ من الأُمراء المرداسيين، وبعض عساكر شرف الدولة مُسلم بن قرواش العُقيلي أمير حلب الذين شجَّعوه على ضمِّ المدينة المذكورة إلى مُلكه. وكانت سيطرة سُليمان على أنطاكية قد سبَّبت تهديدًا لِوضع شرف الدولة، إذ إنَّ الأوَّل اتخذ من مدينته الجديدة قاعدة انطلاقٍ لِلسيطرة على الحُصُون المُجاورة طوعًا أو كُرهًا، وتوضَّحت نيَّته في ضمِّ حلب، بِدليل أنَّهُ جنَّد جماعةً من بني كلاب وأرسلهم مع عسكره لِلإغارة على حلب وسرمين وبزاعة. وسعى شرف الدولة إلى فتح باب الحرب مع سُليمان، فكتب إليه أن يدفع لهُ الجزية التي كان الفَلَادرُوس يحملها له بِصفته تابعًا، ويُخوِّفه في الوقت نفسه من معصية السُلطان، فردَّ سُليمان قائلًا أنَّهُ مُسلم لا جزية عليه، وأنَّ شعاره طاعة السُلطان ملكشاه وأنَّهُ يخطب باسمه على المنابر في بلاده، فما كان من شرف الدولة إلَّا أن أغار على ضاحية أنطاكية ونهبها، فردَّ سُليمان بِمُهاجمة ضاحية حلب. وفي يوم السبت 23 صفر 478هـ المُوافق فيه 20 حُزيران (يونيو) 1085م التحم الطرفان في رحى معركةٍ طاحنةٍ على مقرُبةٍ من نهر عفرين أسفرت عن انتصار سُليمان وأتباعه، وقُتل شرف الدولة، ثُمَّ سار سُليمان إلى ظاهر حلب فضرب الحصار عليها وهو يتوقَّع أن تستسلم له بعد مقتل أميرها، لكنَّ شيئًا من هذا لم يحصل، فبرز أحد أشراف المدينة وهو حسن بن هبة الله الحتيتي، وتسلَّم أُمُور البلد ورفض تسليمها وأصرَّ على المُقاومة، ولمَّا كان يفتقرُ إلى المُقوِّمات الضروريَّة لِلتصدي لِسلاجقة الروم ومُقاومة حصارٍ قد يطول أمده، فقد أرسل إلى السُلطان ملكشاه يُعلمه بِمصرع شرف الدولة، ويدعوه لِلقُدُوم إلى حلب لِيستلمها. استجاب ملكشاه لِطلب الحتيتي وخرج على رأس قُوَّاته بِاتجاه المدينة، لكنَّ تحرُّكه كان بطيئًا ممَّا أعطى الفُرصة لِسُليمان لِتشديد حصاره حول حلب. واضطرَّ الحتيتي تحت ضغط الأحداث إلى مُراسلة تاج الدولة تُتُش أخي ملكشاه وصاحب دمشق يستدعيه ويعده بِتسليم المدينة. وإذ أظهر تُتُش مطامعه وحسده، اغتبط بِاستدعاء الحلبيين له وطمع في مُلك المدينة، فسار حتَّى قابل جيش سُليمان في موضعٍ يُعرف بِعين سليم بين أنطاكية وحلب، ودارت بينهما معركةٌ طاحنة أسفرت عن انكسار سلاجقة الروم ومقتل زعيمهم ومُؤسس دولتهم سُليمان بن قُتلُمُش.

## مقتله
وسع سليمان مملكته لكنه قتل قُرب أنطاكية في عام 1086 من قبل تتش بن ألب أرسلان الحاكم السلجوقي على سوريا. تم القبض على ابن سليمان، قلج أرسلان وملك شاه بن قلج أرسلان ونقلوهما إلى أصفهان.